# دهستان حصار ولیعصر
دهستان حصار ولیعصر نام دهستانی در بخش مرکزی شهرستان آوج، استان قزوین در ایران است. براساس سرشماری مرکز آمار ایران در سال ۱۳۸۵، جمعیت آن ۹٬۰۵۰ نفر (۲٬۱۷۷ خانوار) بوده‌است مردمانش به زبان ترکی آذربایجانی سخن میگویند.